# 小行星114829
小行星114829（114829 Chierchia）是一颗绕太阳运转的小行星，为主小行星带小行星。该小行星于2003年7月20日发现。
該小行星以義大利數學分析家路易吉·奇爾奇亞（Luigi Chierchia）命名。

## 轨道参数
小行星114829的轨道半长轴为390 595 637 km，2.6109334 UA，离心率为0.181。